# A Certain Mr. Jobim
A Certain Mr. Jobim — третій сольний альбом Антоніу Карлуса Жобіна, реліз якого відбувся 1967 року на лейблі Warner Bros.
Запис відбувався впродовж трьох ночей в Нью-Йорку, в Columbia 30th Street Studio ("The Church"), відомій своєю видатною акустикою церкві, що перетворилася на студію звукозапису. Том Жобім прибув на цей час з Лос-Анджелеса, де працював над записами з Френком Сінатрою. Бразильський барабанщик Дом Ум Роман, що працював в цей період у США, прилетів для участі в запису з Чикаго. До створення альбому також долучився органіст Дік Хаймен, струнні очолив перший скрипаль нью-йоркської філармонії.
Як зазначає Брюс Едер у своєму короткому огляді на AllMusic, альбом, що складається з пісень англійською та інструментальних композицій, добре демонструє можливості Жобіма, як мелодиста, хоча, разом з більшістю творів Антоніу Карлуса Жобіна, що з'явилися в перше десятиліття його міжнародного визнання, несе відбиток незакінченості. Зокрема, це доводить подальша переробка композиції «Zingaro» у більш відому і популярну «Retrato Em Branco E Preto». Як завжди, критикою відзначається високопрофесійна робота аранжувальника і диригента Клауса Огермана.

## Список композицій
| Трек | Назва                                             | Автори                                           | Тривалість |
| ---- | ------------------------------------------------- | ------------------------------------------------ | ---------- |
| A1   | «Bonita»                                          | Антоніу Карлус Жобін, Джин Ліс, Рей Гілберт      | 3:00       |
| A2   | «Se Todos Fossem Iguais a Você»                   | Антоніу Карлус Жобін, Вінісіус ді Морайс         | 2:13       |
| A3   | «Off-Key (Desafinado)»                            | Антоніу Карлус Жобін, Ньютон Мендонса, Джин Ліс  | 3:05       |
| A4   | «Photograph»                                      | Антоніу Карлус Жобін, Рей Гілберт                | 2:10       |
| A5   | «Surfboard»                                       | Антоніу Карлус Жобін                             | 2:42       |
| B1   | «Once Again (Outra Vez)»                          | Антоніу Карлус Жобін                             | 2:05       |
| B2   | «I Was Just One More for You (Esperança Perdida)» | Антоніу Карлус Жобін, Рей Гілберт, Біллі Бланку  | 2:14       |
| B3   | «Estrada Do Sol»                                  | Антоніу Карлус Жобін, Долорес Дюран              | 3:26       |
| B4   | «Don't Ever Go Away (Por Causa de Você)»          | Антоніу Карлус Жобін, Долорес Дюран, Рей Гілберт | 2:02       |
| B5   | «Zingaro»                                         | Антоніу Карлус Жобін                             | 2:13       |

## Виконавці
- Антоніу Карлус Жобін — фортепіано, гітара, клавесин, вокал
- Клаус Огерман — аранжувальник і диригент
- Річард «Дік» Хаймен — орган
- Дом Ум Роман — барабани